# Junkers Jumo 210
Le Junkers Jumo 210, fut le premier moteur d'avion à essence produit en série par Junkers, jusqu'à présent la firme s'étant spécialisée dans les moteurs Diesel. L'étude commença en 1931, sous le nom de L-10. Il équipa de nombreux avions d'avant-guerre, mais il fut rapidement écarté, dès 1938, au profit de moteur de cylindrée et de puissance supérieure comme le Daimler Benz DB 600 et son successeur chez Junkers, le Junkers Jumo 211.

## Historique
Le moteur fut testé sur banc le 22 octobre 1932 et accepté pour le service en mars 1934 et fut essayé en vol sur Junkers W 33 le 5 juillet 1934. La création du RLM en 1933 et l'attribution du bloc de désignation commençant à 200 pour les moteurs Junkers, provoqua sa redésignation en Jumo 210. Il équipa de nombreux avions pendant sa courte période de service : le Messerschmitt Bf 109 avant la série E, les Heinkel He 112, le Bf 110A et le Ju 87A, sont parmi les plus importants.
L'adaptation du système d'injection directe développé par le Dr Lichte, donna naissance au Jumo 210G, qui fut le plus produit. Cette autre première mondiale était réputée pour augmenter la puissance produite par le moteur de près de 50 chevaux, et elle permettait à l'avion des manœuvres en G négatifs, là où un moteur alimenté par un carburateur aurait calé à la suite du désamorçage de son alimentation (les carburateurs fonctionnent par gravité, donc en G positifs seulement).
La production cessa en 1938, à la suite de l'apparition du Junkers Jumo 211, beaucoup plus puissant avec ses 35 litres de cylindrée, un total de 6 415 moteurs ayant été construits.

## Description et caractéristiques
Le Jumo 210 était le premier moteur moderne allemand, il introduisait une configuration qui allait devenir classique dans ce pays, le V12 inversé. Autres innovations, la présence de trois soupapes par cylindre et le montage en série d'un compresseur pour suralimenter le moteur en altitude. Une autre de ses particularités était son bloc-moteur monobloc et non trois en trois parties comme les autres V12 contemporains.
En 1937, les 210G furent les premiers moteurs au monde à recevoir l'injection directe d'essence. La pompe d'injection en V à 150° était également conçue et produite par Junkers.
Désignation du moteur : Junkers Jumo 210G
Disposition : 12 cylindres en V inversé
Alésage : 124 mm
Course : 136 mm
Cylindrée : 19,7 litres
Rapport de compression : 6,5:1
Masse : 445 kg
Longueur : 1 478 mm
Largeur : 688 mm
Hauteur : 1 014 mm
Régime maximal : 2 700 tr/min
Puissance maximale : 536 kW
Puissance de croisière : 411 kW
Consommation spécifique minimale : 294 g/(kW h)

## Versions
- Jumo 210A : première version 1934 610 ch
- Jumo 210B : 635 ch, réducteur d'hélice avec un rapport de 0,57 pour les avions rapides
- Jumo 210C : identique au B, mais réducteur d'hélice avec un rapport de 0,62 pour les avions plus lents
- Jumo 210D : 640 ch
- Jumo 210Da : compresseur à deux vitesses
- Jumo 210E : identique au D, mais réducteur d'hélice avec un rapport de 0,62 pour les avions plus lents
- Jumo 210Ea : compresseur à deux vitesses
- Jumo 210F : désignation non utilisée
- Jumo 210G : modèle à injection directe
- Jumo 210Ga : compresseur avec des vitesses de compresseur différentes
- Jumo 210H : servit au développement du Jumo 211
- Jumo 210S : servit au développement du turbocompresseur DVL